# Histoire de la ville d'Andernach
Andernach, sur la rive gauche du Rhin au nord de Coblence, est une des plus anciennes villes d'Allemagne, fondée par les Romains en 12 av. J.-C.. Son nom d'alors était Antunnacum, c'est-à-dire « le village ou la ferme d'Antunnus » (un homme celtique)

## Préhistoire et protohistoire[1]

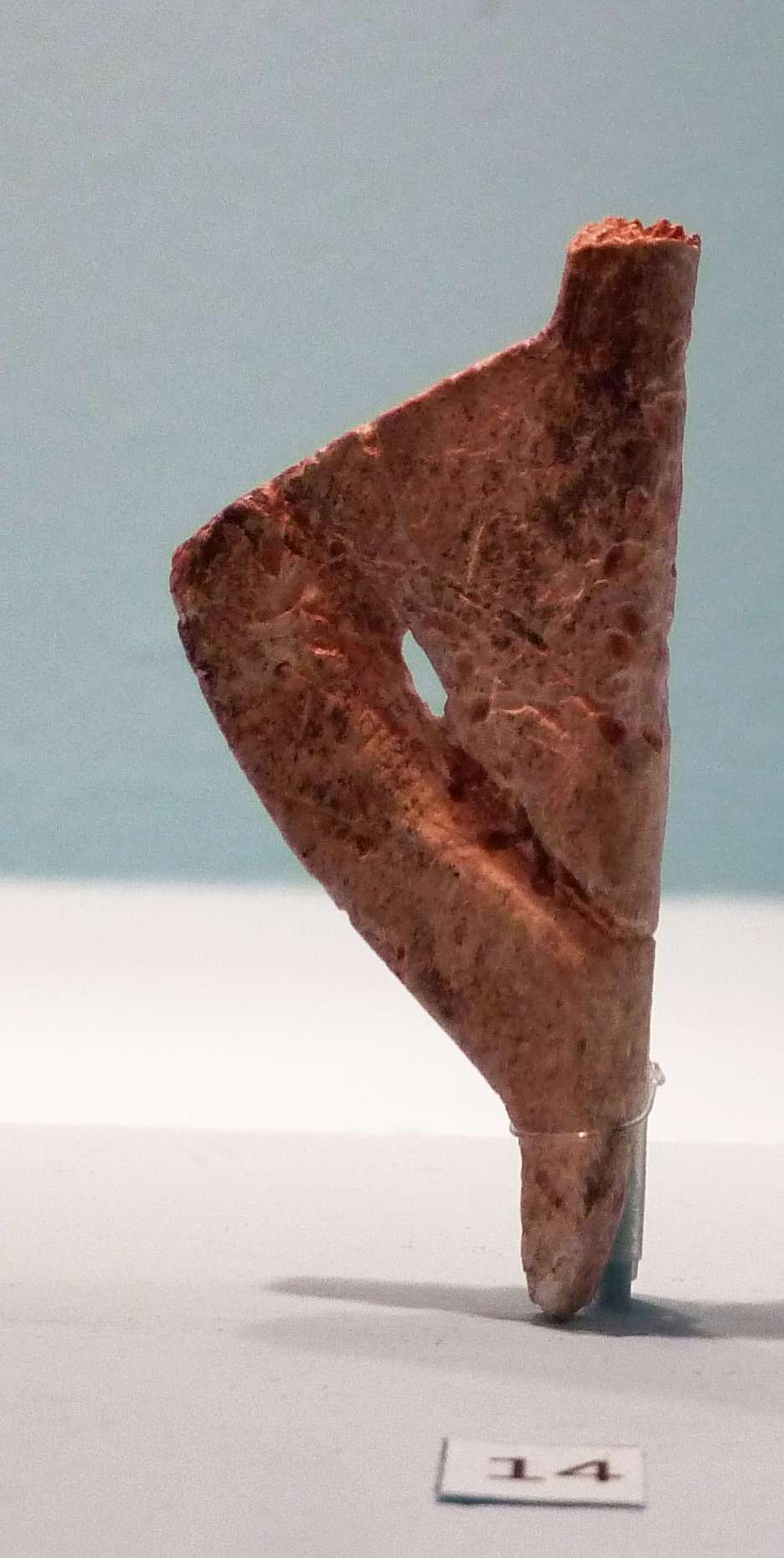
Copie d'une figurine Venus d'Andernach, hauteur 4.7 cm

L'histoire de la colonisation humaine dans la région d'Andernach s'étend sur environ 500 000 ans. Dans le district de Miesenheim, des os d'animaux et des outils en pierre ont été trouvés datant du paléolithique inférieur, ayant un âge de presque 600 000 ans. Des humains se sont également installés sur ce territoire à la fin de la dernière période de glaciation, il y a environ 15 000 ans. Des vestiges archéologiques datant de cette époque ont été trouvés à Andernach ainsi qu'à Gönnersdorf,juste en face du Rhin (voir les statues deVénus d'Andernach (de)). C'est le centre de recherches de Monrepos près de Neuwied, (le Archaeological Research Centre and Museum of Human Behavioural Evolution at Schloss Monrepos) qui est chargé de l'exploration. Parmi les importantes découvertes datant de ce temps figurent un oiseau sculpté dans le bois d'un renne, des représentations d'animaux et d'humains sur des plaques d'ardoise ainsi que des statuettes de femmes en ivoire.
De l'époque néolithique à partir d'environ 5 000 ans avant J.-C. ont été trouvés des traces de la culture rubanée, de la culture de Michelsberg, ainsi que de la culture rhénane des gobelets (Rheinische Becherkultur). Il a été démontré qu'il y a déjà eu une population relativement dense dans l'ensemble du bassin de Neuwied à partir d'environ 1 300 ans avant J.-C, pendant l'époque de la culture des champs d'urnes.
Cette culture des champs d'urnes avait été remplacée par la culture du Hunsrück-Eifel de l'âge du fer, qui s'étendait entre 600 et 250 ans avant J.-C. La section la plus jeune de cette époque est attribuée à la culture de La Tène, d'origine celtique. Il a pu être démontré qu'une habitation humaine datant de l'époque de La Tène existait au centre de la vieille ville d'Andernach au plus tard, au IIIe siècle av. J.-C.

## Période romaine[1]

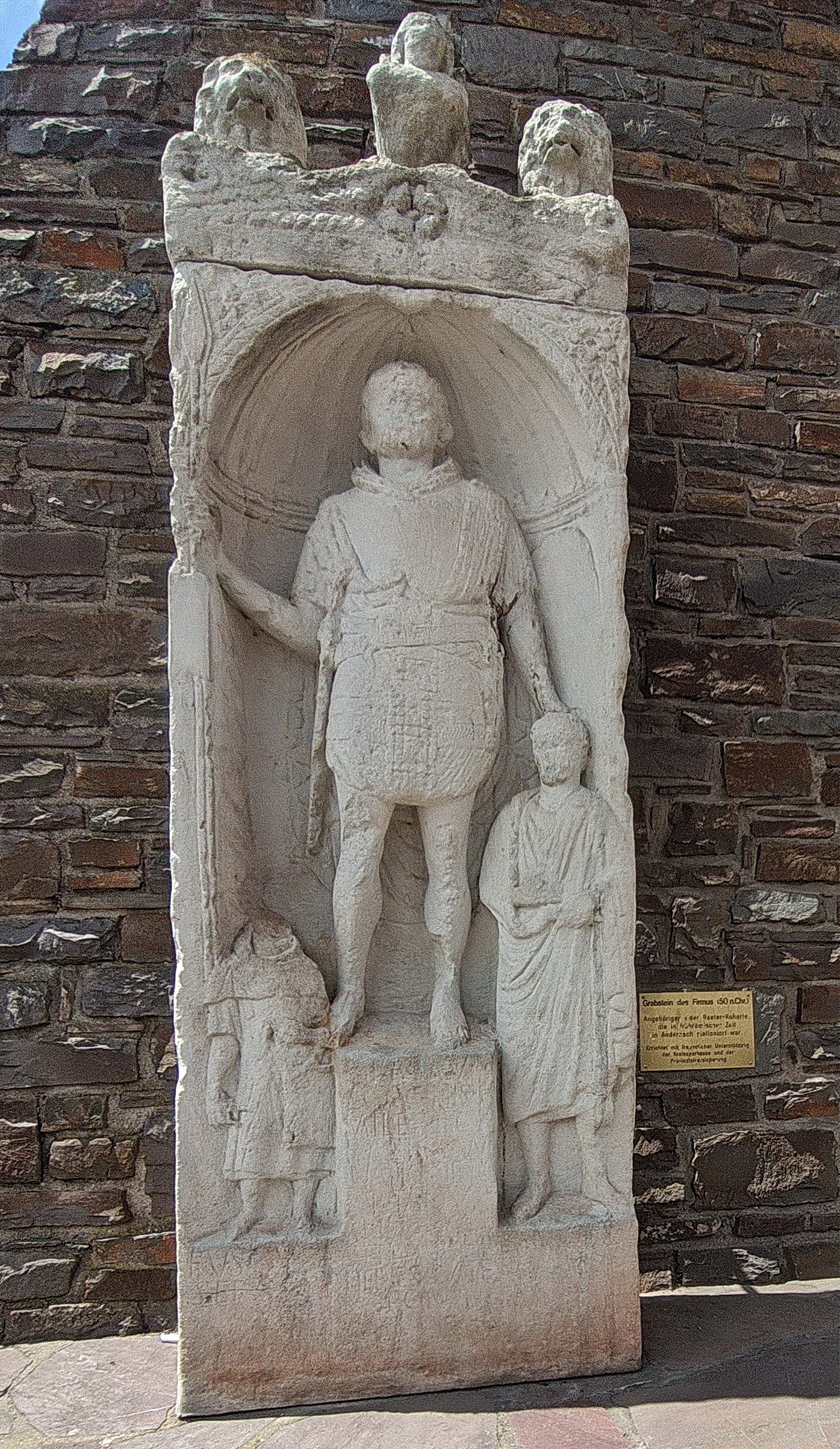
Pierre tombale de Firmus, datant de l'an 50 après J.-C., membre d'une cohorte romaine de Rhétie, installée à Andernach. Cette pierre est exposée près de la Helmwartsturm.

Andernach est considéré comme une des plus anciennes implantations romaines en Allemagne. Déjà en l'an 55 avant J.-C., pendant la guerre des Gaules, c'est Jules César qui faisait construire un pont sur le Rhin en 10 jours seulement, près d'Andernach, entre Weißenthurm et Neuwied. En 53 avant J.-C., il répétait cette prouesse avec un pont en amont d'Urmitz.
L'installation humaine Antunnacum à l'endroit de l'Andernach d'aujourd'hui, remonte à l'époque préromaine. Vers la fin de l'époque augustéenne et au temps de Tibère (à partir de 20 après J.-C. environ), un fort romain a été érigé à Andernach. Une cohorte de Rhétie y a été déployé par moments (comme en témoigne la pierre tombale de Firmus). Après la révolte des Bataves en 69/70, l'empereur Titus Flavius Domitianus débutait la construction du Limes, qui permettait d'éviter d'autres conflits pendant deux siècles. Il s'est créé alors à Andernach un lieu d'habitation sans fortifications, avec un port pour charger des meules en basalte et des pierres tuf volcanique provenant des carrières de Mayen et de Pellenz.
Autour de l'an 260, les Francs réussissaient à briser la frontière du Limes et à forcer les Romains à leur laisser la rive droite du Rhin. Il devenait alors nécessaire de fortifier les villes non protégées au bord du Rhin. Il y avait en effet des attaques répétées des Germains, avec des destructions également à Andernach. En 359, la ville a été fortifiée une dernière fois par l'empereur romain Julien. À cette époque, le fort avait 4 portes et 14 tours rondes.
Dans le registre Notitia dignitatum, Andernach est désigné comme Castellum (fort romain) dans lequel a été déployé une délégation de la légion legio Acincensis. En l'an 395, Stilicon sécurisait encore une fois la frontière du Rhin sur toute la longueur, mais il devait pour cela retirer des légions depuis l'Italie. Finalement les Romains ont été forcés d'abandonner les territoires de Rhénanie au profit des Francs, qui devenaient les nouveaux maitres de la région, ceci au plus tard après la victoire du roi des Francs Clovis Ier sur Syagrius, le dernier chef militaire des Romains en 486.

## Moyen Âge[1]
Au temps des Mérovingiens, Andernach faisait d'abord partie de l'Austrasie et devenait résidence royale. Dans son poème « De navigio suo », Venance Fortunat, qui vivait à la cour du roi Sigebert Ier à Metz, décrit en 588 son voyage en bateau sur la Moselle et le Rhin, qui le conduisait de Metz à Andernach et Leutesdorf, accompagnant le jeune roi mérovingien Childebert II (570–595). On pense que la résidence royale à Andernach se situait alors à l'endroit de la commanderie romaine, à savoir près de la place des mérovingiens (Merowingerplatz) entre les portes romaines nord et est. Plus tard, la résidence royale d'Andernach était souvent occupée par le roi Dagobert Ier. En 859 les rois Charles II dit le Chauve, Louis II de Germanie et Lothaire II de Lotharingie se sont rencontrés sur l'ile du Rhin "Krumme Werth" qui est aujourd'hui devenu la presqu'ile "Namedyer Werth", pour discuter des conditions pour un accord entre leurs royaumes respectifs. Après qu'entre Carolingiens, l'Austrasie s'est unifié avec la Neustrie, Andernach devenait une "Königspfalz" (un des officiels lieux des résidences royales). Par le traité de Meerssen en 870, Andernach tombait vers Louis II de Germanie et faisait ainsi partie du Sainte Empire naissant.
À la mort de Louis en 876, Charles le Chauve, le souverain de l'empire de l'ouest, exigeait de Louis le Jeune (fils de Louis II de Germanie) de lui remettre les territoires à gauche du Rhin ; puis commençait avec des actions militaires qui conduisaient la même année à une bataille sur le terrain entre les localités de Kettig et d'Andernach (la première bataille d'Andernach) pendant laquelle Charles le Chauve subissait une cuisante défaite, ce qui renforçait l'appartenance d'Andernach à l'empire de l'est, à partir duquel s'est développé le Saint Empire romain germanique.
Durant les années 882 et 883, la ville a été attaquée, pillée et brulée 3 fois par les Vikings pendant leurs incursions violentes en Rhénanie. En plus de cela, les faubourgs, monastères et églises en dehors de Andernach, y compris l'abbaye Saint-Étienne du VIIe siècle, ont été attaqués par les Normands. C'était alors la fin de la relation commerciale avec Hedeby, qui datait de 866. Le 2 octobre 939, pendant la deuxième bataille d'Andernach, le comte Gislebert de Lotharingie ainsi que le comte Eberhard de Franconie (de), qui dirigeaient la grande insurrection contre Otton 1èr, perdirent la bataille et leurs vies, contre les conradiens et partisans d'Otton, Konrad Kurzbold (de) et Udo I. von der Wetterau (comte de Vettéravie) (de).
Pendant les siècles suivants, Andernach devenait la convoitise des deux électorats de Cologne et de Trèves qui voulaient s'approprier cette ville qui était libre d'Empire. Au cours de leurs affrontements, l'ancienne cour royale et d'autres bâtiments ont été détruits an 1114.

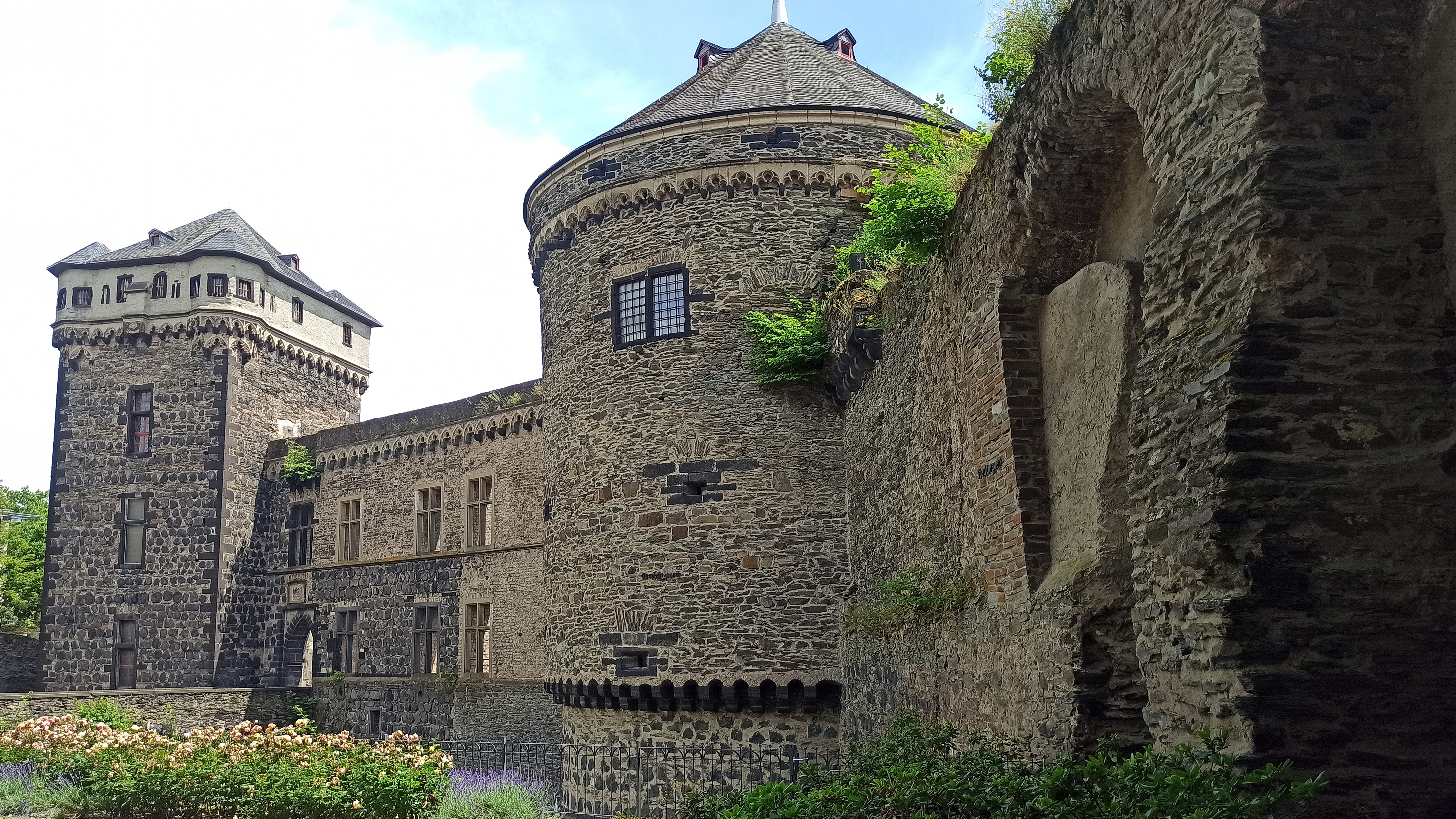
Andernach - Restes du château fort avec tour poudrière en avant plan; photo de 2020

Finalement le 1er aout 1167, c'est l'électorat de Cologne qui s'imposait. En remerciement pour la victoire de Prataporci, l‘empereur Frédéric Barberousse faisait don de la cour impériale d'Andernach y compris les droits sur la monnaie et la permission de percevoir des péages, à l'archevêque de Cologne Rainald von Dassel. Immédiatement après cette donation, le détruit château fort de Rheineck se trouvant en aval d'Andernach sur une colline surplombant le Rhin, a été remis en état afin de sécuriser la donation et d'éviter que ce château soit à nouveau repris par le comte palatin du Rhin. Pour administrer ce château fort de Rheineck, les prince évêques de Cologne désignèrent, dans un premier temps, des Burgraves sans droits de succession. 

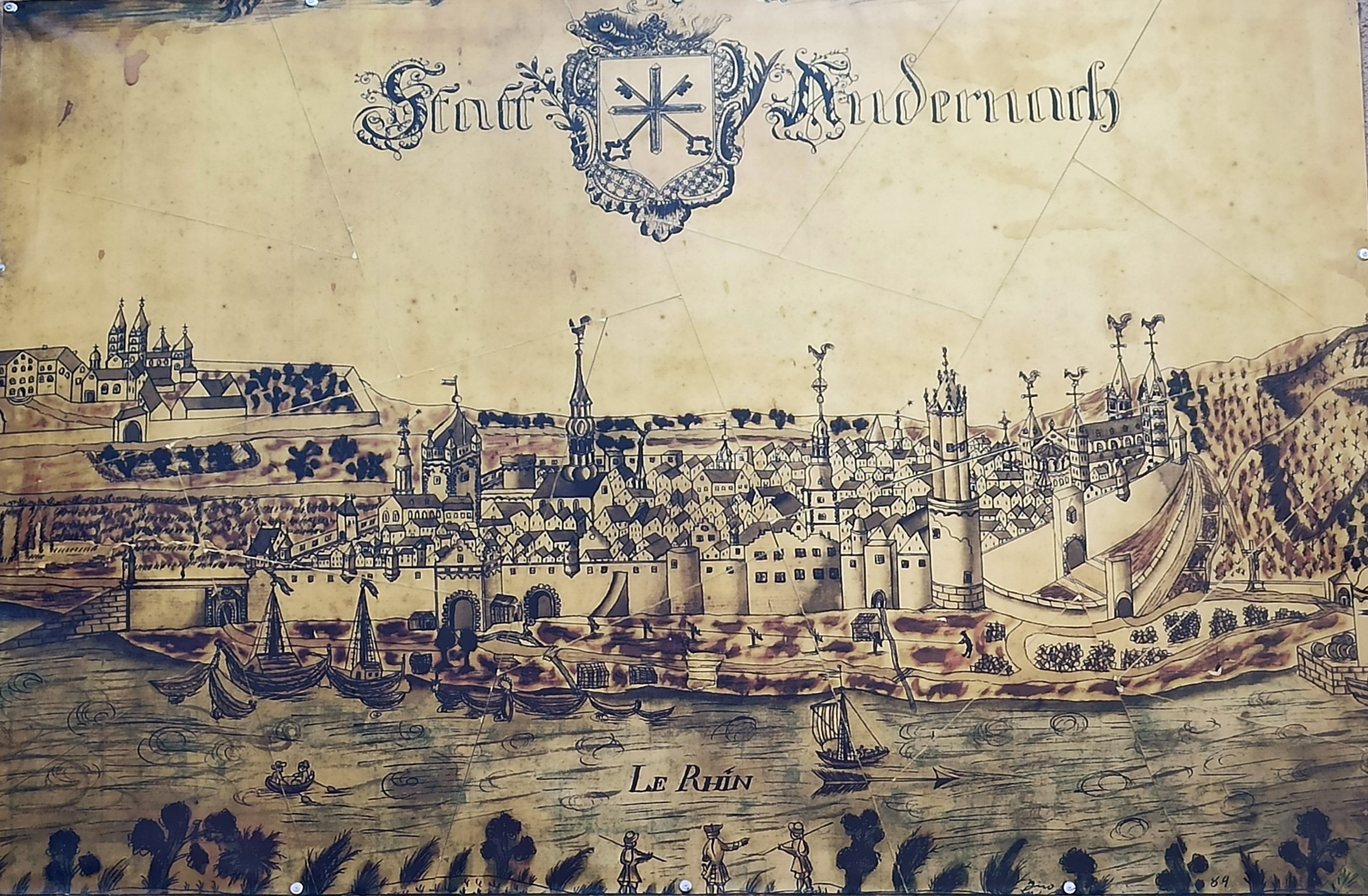
La ville médiévale

Compte tenu des changements de pouvoir dans la région, Andernach s'est trouvé directement impliqué dans les querelles pour le trône en Allemagne, entre Otton IV de la dynastie des Welf et Philippe de Souabe de la maison des Hohenstaufen. Ce dernier avait envahi Andernach et faisait bruler la ville en 1198. Pendant cet événement, la vieille église de la ville était détruite. Il n'y a que le clocher qui subsiste aujourd'hui. Auparavant en 1194 l'empereur Henri VI avait donné cette église au prince archevêque de Trèves, Jean Ier, qui faisait alors construire une nouvelle église plus grande entre 1198–1220. Andernach appartenait alors politiquement à l'électorat de Cologne, mais la juridiction ecclésiastique dépendait de l'archevêque de Trèves.
Pendant les années suivantes, Andernach s'est constamment agrandi et les murs d'enceinte romaines ont été défaites partiellement pour étendre la ville vers l'est. À l'angle sud-est du mur de fortification s'est adossé le château-fort du seigneur de Cologne en tant qu'unité de défense séparée. Ce château avait sa propre porte vers l'extérieur (angle sud-est en face de la rue Salierstraße) et une autre porte vers la ville (vers la rue Hochstraße). La totalité de la fortification médiévale, qui assurait la protection de la ville, comprenait cinq portes principales doubles, la porte de Cologne (Coellenporzen) dans ouest, les portes de l'Église (Kirchporzen) et du Mouton (Schafporzen) dans le sud, la porte de Coblence avec pont-levis (Burgporzen) dans l'est, et la porte des grains (Korenporzen) dans le nord vers le Rhin, puis cinq portes plus petites, les Schreiberspforte, Moerspforte, Neupforte, Fischpforte et Trierpforte. Le mur coté Rhin contenait des bretèches.  Il y avait aussi 15 tours, dont le donjon et la tour poudrière du château, ainsi que 10 tours semi-circulaires dont quatre au mur de l'ouest et six au mur du sud, puis la tour de péage (Zollturm) à l'angle nord-est, la tour civique rectangulaire (Bürgerturm) sur le mur de l'est et la tour ronde (Runder Turm) en tant que tour principal, érigée à l'angle nord-ouest entre les années 1440 et 1453.

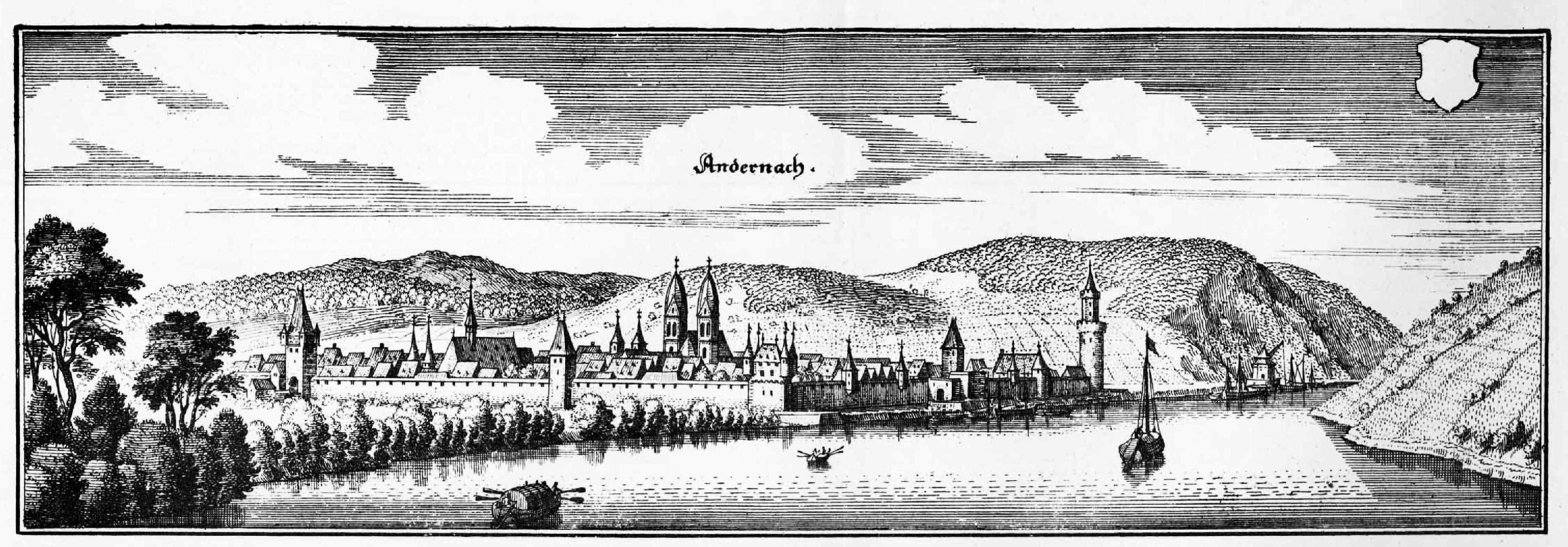
Andernach - gravure de Matthäus Merian de 1646

En plus de tout cela, il y avait une douve d'une largeur de 30 mètres et d'une profondeur de 5 mètres qui s'étendait tout le long du côté terre, depuis la Zollturm en dépassant la porte de Cologne.
La porte de l'église possédait une fortification en demi-lune à deux branches. C'était une porte double avec deux maisons de gardiens, dont la première à proximité immédiate de la douve avec un pont. Ces deux maisons étaient attachées, chacune à un double mur. La porte des grains (Kornpforte) du côté Rhin avait également deux maisons de gardiens, l'une à l'arrière dans la perspective du mur, et la deuxième en tant qu'imposante fortification à l'avant, flanquée par les bretèches dans le mur vers l'ouest et vers l'est. Cette Kornpforte était l'accès principal à la ville, comme le montre la gravure de Matthäus Merian datant de 1646. La fortification bastionnée allait jusqu'au fleuve, qui, à l'époque, atteignit le mur d'enceinte, de façon à ne pas permettre un accès par le nord. La rive du Rhin jusqu'à l'ancienne grue dans l'ouest avait la fonction d'un port fluvial. Il est à souligner qu'il y a eu des changements importants au fil des siècles, notamment dans les zones près du Rhin.
Au Moyen Âge, Andernach abritait plusieurs monastères. Outre le couvent des Mineurs Franciscains à proximité du château, on peut citer le siège du prévôt du monastère bénédictin de Malmedy-Stablo, implanté près de la Schaarstraße, à l'endroit de l'ancienne cour royale mérovingienne, et puis le monastère de l'ordre suprême de la Très Sainte Annonciade depuis 1652 dans l'est, près de l'actuel musée de la ville. En dehors de l'enceinte de la ville il y avait l'abbaye de St. Thomas au sud-est ainsi que le couvent de l'ordre de Saint Augustin sur la colline de Martinsberg, dont subsiste aujourd'hui la chapelle Saint-Martin (de).
Il y a évidence de l'existence d'une communauté juive dans la ville jusqu'en 1349, dont l'aire de résidence se situait probablement au sud de la place du marché (Marktplatz), à l'ouest de la Schafbachstraße, et aussi entre les actuelles ruelles de l'Eisengasse et la Kramgasse, à proximité de la Marktplatz.  Une ancienne tour de guet (disparue aujourd'hui) sur la section sud du mur de l'enceinte était appelée Judenturm (tour juive).  La synagogue de cette communauté se trouvait au sud de l'ancien hôtel de ville vers la ruelle de l'Eisengasse. Elle contenait un Miqvé (bain rituel juif) et un grand fournil de pain.
L'expulsion des Juifs à la suite de la grande épidémie de peste qui débutait en 1347 dans le sud de l'Italie pour s'étendre sur toute l'Europe, forçait cette communauté à quitter la ville en 1349. Vers la fin de ce XIVe siècle, en 1381, une deuxième communauté juive s'est établie à Andernach. Cependant, l'ancienne synagogue qui avait entretemps tombé dans les mains des chrétiens, ne pouvait plus être utilisé. On pense que les rassemblements avaient alors lieu dans une maison d'habitation. Vers le milieu du XVe siècle, cette deuxième communauté devrait également quitter la ville. Bien que sporadiquement, des personnes juives continuaient à vivre sur le territoire de la ville, ce n'est qu'au XIXe siècle après 1860, qu'une troisième communauté pouvait s'établir à Andernach.   
Également au XIVe siècle, on constate une dégradation de la relation entre la cour du prince électeur et les villes du Rhin qui se sont associées, à savoir les villes Andernach, Bonn, Coblence et Cologne. Mais lorsque les citoyens d'Andernach ont attaqué et détruit le château, les autres villes n'ont pas été informées et ne sont donc pas intervenues. Il en résultait qu'Andernach a été reconquis en 1267 par les troupes du prince électeur de Cologne Engelbert III de La Marc qui avait auparavant en 1365, transféré le lucratif poste de péage fluvial de Andernach vers la ville de Linz.
Andernach s'est alors fortement endettée, ce qui contribuait à enrichir, entre autres, la famille de la prêteuse d'argent Reynette Bonenfant (de). Le conseil de la ville d'Andernach fut mentionné officiellement en 1407 pour la première fois.
Dans la deuxième moitié du XVe siècle, la ville était impliquée dans les guerres de Bourgogne (1474–1477). Pendant ce qu'on appelait le "Conflit ecclésiastique de Cologne", la ville d'Andernach envoyait environ 150 arquebusiers pour soutenir Hermann de Hesse, qui était nommé administrateur par le chapitre de chanoines de Cologne (et qui devenait lui-même archevêque prince en 1475), et aussi l'empereur Frédéric III de la maison des Habsbourg, contre l'archevêque prince Robert du Palatinat qui avait demandé en renfort Charles le Téméraire (le hardi) de Bourgogne. Les arquebusiers d'Andernach avaient aménagé une fortification en terre à Kripp aux bords du Rhin, en face de la ville de Linz am Rhein, qui était allié à Charles le Téméraire. Lors d'un tir de canon par les troupes de ce dernier au-dessus du fleuve depuis Linz, une poudrière avait explosée, tuant la majorité des arquebusiers d'Andernach. Ça s'est passé le 16 février 1475, le jour de "Julianentag" (de la St Julienne). En reconnaissance de ce lourd tribut, l'empereur relocalisait alors le poste du péage fluvial vers la ville d'Andernach, puis faisait don d'un autel impérial pour l'église du Mariendom. Les 3 blasons (ceux d'Andernach, de Hermann IV de Hesse et de Frédéric III) fixes sur les clés de voûtes de cette église d'Andernach témoignent encore aujourd'hui de cet événement.

## Temps de laréforme protestante[1]
Le début du XVIe siècle était, pour Andernach également, une période de turbulences sur de nombreux points. Des tensions sociales apparaissaient au sein de l'administration de la ville. Là où la noblesse prévalait jadis, le concept de citoyenneté devait connaitre une importance croissante pendant les décennies à venir. En 1522, les corporations de métiers parvenaient à occuper une chaise "Achter" pour représenter durablement leurs intérêts auprès du conseil.  
Les anabaptistes des Pays-Bas provoquaient des agitations sociales dans la ville et le conseil devait intervenir contre ceux-ci. En 1543, le prince archevêque de Cologne Hermann V (originaire de la maison de Wied) devenait luthérien, puis déléguait des prêcheurs à Andernach que le conseil devait embaucher. Après l'abdication der Hermann V en 1547, ses successeurs agissaient contre les luthériens, qui cependant réussissaient à se maintenir dans la ville.  En 1573, le prince archevêque Salentin (de la maison d'Isembourg) envoyait au conseil d'Andernach la somme de 1000 Florins pour rénover l'école de latin (qui était déjà mentionnée dans les annales en 1433). Le conseil avait demandé l'aide financière avec le souhait d'éduquer les enfants "dans le sens de la vraie religion catholique". Lorsqu'en 1582, le prince archevêque Gerhard Truchsess (du comté de Waldbourg) passait également à la religion protestante, la situation devenait à nouveau menaçante pour les croyants traditionnels. Le conseil faisait alors fermer la "porte de Cologne" de la ville. Cependant une confrontation avec le prince archevêque n'avait pas lieu, car ce dernier avait été déposé l'année suivante, et devait fuir vers les Pays-Bas, chassé par son successeur Ernest de Bavière (de la maison des Wittelsbach).
Par la suite toutefois, lors de la guerre de Cologne (1583–1588), la ville d'Andernach a été attaquée par les troupes du Pays-Bas, sous le commandement du chef brabançon, Olivier van den Tympel. Ce dernier était venu en pays rhénan pour le compte de Gerhard Truchses, afin de combattre son successeur Ernest de Bavière, et de recruter des soldats dans la partie sud du territoire de l'électorat. L'assaut a eu lieu à la porte des graines (coté Rhin) qui a été alors partiellement détruite par une explosion, mais l'opération a finalement été déjoué grâce à la résistance des citoyens d'Andernach.

## Andernachpendant laguerre de Trente Ans[1]

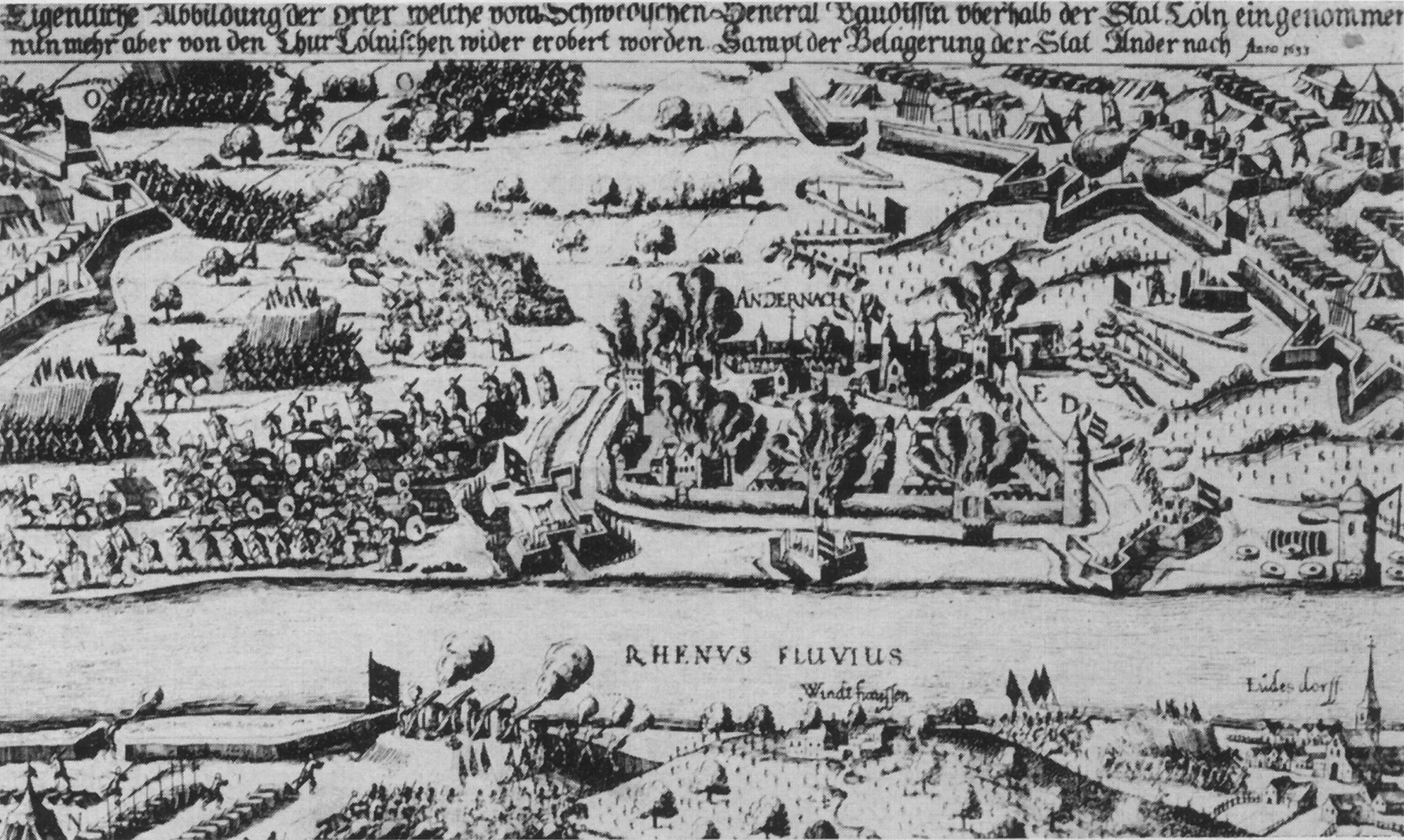
Andernach en 1633, assiégé par l'armée suédoise

Pendant les 14 premières années de la guerre de Trente Ans, Andernach a été épargné des influences directes du conflit. Cela a changé le 10 novembre 1632, lorsque le général suédois Wolf Heinrich von Baudissin exigeait de la ville le payement de contributions d'entretien pour l'armée suédoise. Le refus de la ville conduisait à son occupation et son pillage dans la nuit du 16 au 17 novembre 1632. Après que le compte d'Isenbourg faisait tirer sur la ville en mars 1633, les Suédois détruisirent les fortifications, brulèrent la ville et se retiraient. Lorsqu'ils essayent d'occuper la ville à nouveau le 15 décembre de la même année, ils échouent, face à la résistance des citoyens d'Andernach. Enfin, Andernach entrait à nouveau dans une situation dangereuse en 1646, lorsque la ville a été assiégée par le maréchal français de Turenne, dont les troupes ont tiré sur la ville pendant 5 jours, avant qu'ils renoncent à cause d'une résistance inattendue.

## Destruction de la ville en 1689[1]

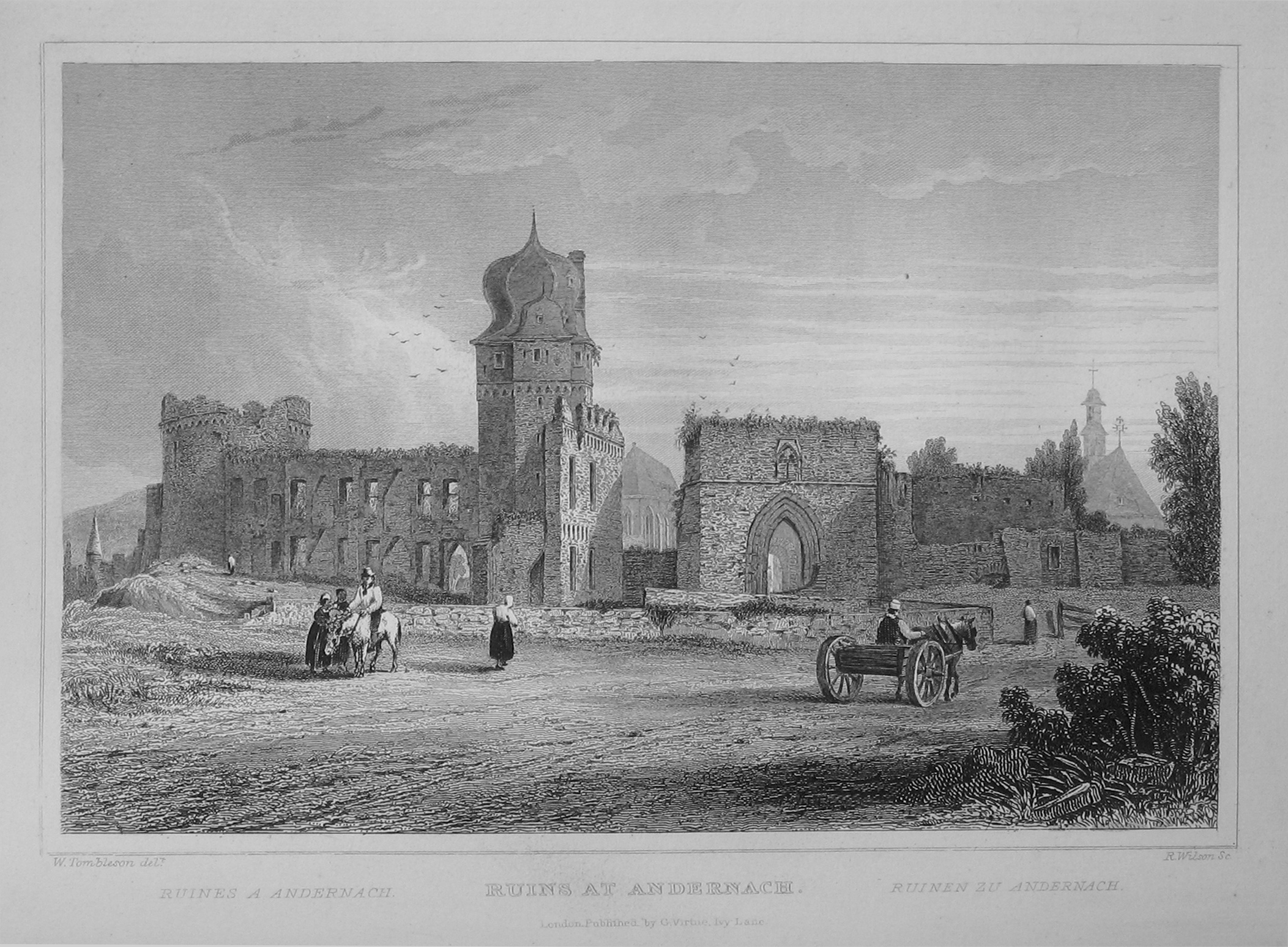
Andernach après destruction vers 1810 - Ruine du château avec porte de Coblence; donjon avec toit baroque; gravure Ri. Wilson selon dessin de Wm. Tombleson

La guerre de la Ligue d'Augsbourg (1688-1697) apportait de nouvelles épreuves très difficiles pour la ville d'Andernach. Dans les efforts de conquêtes pour le territoire de l'électorat de Cologne, c'est Louis XIV qui faisait alors occuper Andernach. Lorsqu'en 1689 les troupes de Frédéric Ier de Prusse s'approchaient lentement de la ville en venant de Bonn, les soldats de Louis XIV pillèrent la ville, détruisirent le château, puis réduisirent toutes les fortifications. Il n'y a que la grande "tour ronde" (Runder Turm) qui résistait aux explosifs. Il y reste cependant un grand éclatement, visible encore aujourd'hui. Dans la nuit du 30 avril au 1er mai 1689, ils brulèrent la ville. De la totalité des 400 maisons, seulement 74 maisons ont été épargnées.
Le XVIIIe siècle qui suivit à Andernach, était d'abord consacré à une lente reconstruction de la ville, mais perturbé par d'autres périodes d'occupation et des passages de troupes causés par la guerre de Succession d'Espagne. Tout cela conduisit à un appauvrissement et endettement de la ville. Le nombre d'habitants descendit nettement en dessous des 2000 (1 790 habitants en 1790). À la fin de ce siècle, le développement de la ville fut empêché par des structures moyenâgeuses des corporations et des péages exorbitants. Il y avait alors un mécontentement général parmi les habitants, ce qui prépara le terrain pour les événements qui suivirent – la Révolution Française avec ses conséquences.

## La période française[1]

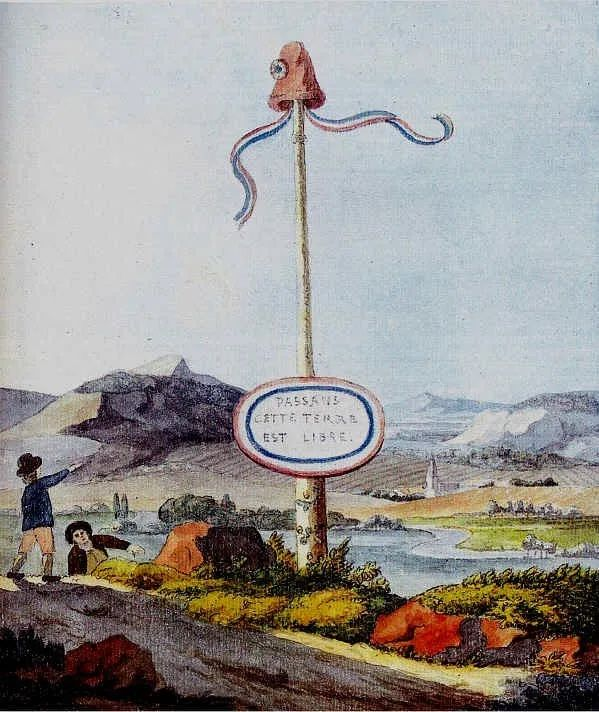
Arbre de la liberté en Rhénanie

Par le traité de Lunéville en 1801, la ville d'Andernach, comme les autres territoires à gauche du Rhin furent attribués à la France. Bien que cette période durât seulement jusqu'en 1814, elle apporta un chamboulement total des coutumes sociales et juridiques. Les droits spécifiques de la noblesse et de l'Église furent abrogés, ainsi que le système de gestion de la ville, jusqu'alors largement médiéval.
Cependant, ces changements prirent du temps et ne furent pas sans embuches. Andernach fut occupé par les troupes françaises à partir du 22 octobre 1794. Lorsque les patriotes d'Andernach, en faveur de la révolution, voulurent ériger un arbre de la liberté, le 4 octobre 1797, ils furent empêchés par les habitants de la ville. Il y eut aussi beaucoup de fonctionnaires qui refusèrent le serment d'allégeance à la République Française. Le maire, mis en place par les Français, exigea même de réattribuer les anciennes possessions à la noblesse et à l'Église.
Ainsi donc, l'ordre ancien continua à exister dans un premier temps derrière la façade révolutionnaire. Un changement radical fut appliqué seulement à la création de l'administration du canton qui regroupa Andernach avec 18 communes des alentours, sans statut spécial pour la ville comme chef-lieu du canton.
Avec la loi administrative du 17 février 1800 fut créée la mairie d'Andernach, à laquelle appartenaient également les localités de Brohl, Eich, Miesenheim, Namedy et Nickenich.
Les derniers restes de l'ordre ancien disparurent finalement à la suite de la sécularisation des abbayes, des monastères et des biens d'Église. Dans la ville d'Andernach ne subsista que le Mariendom comme église paroissiale. Lorsque des troupes russes entrèrent dans Andernach dans la nuit du 1er janvier 1814, beaucoup de citoyens d'Andernach furent loin de considérer cela comme une libération.

## Laprovince de Rhénanieduroyaume de Prusse[1]
À la suite du congrès de Vienne, la ville d'Andernach s'est trouvée dès le 5 avril 1815 dans le grand-duché du Bas-Rhin, puis la province de Rhénanie du royaume de Prusse. Pour l'administration de la ville, cela ne changeait rien dans un premier temps. En 1816 les villes rhénanes refusaient d'adopter le droit municipal prussien, car cela les ferait retomber derrière les progrès et libertés obtenues par l'administration française. Jusqu'à la mise en place d'un nouveau droit municipal prussien pour la province rhénane, en 1845, le droit municipal français restait donc essentiellement en vigueur. Le 2 mars 1857, par décret royal et selon le nouveau droit municipal rhénan de 1856, Andernach obtenait à nouveau le privilège urbain, ceci en tant que 3e d'une liste de 143 villes se situant dans les actuels Länder de Rhénanie-Palatinat, Rhénanie-du-Nord-Westphalie, Hesse, Sarre et aussi de l'actuelle Belgique. La première ville de cette liste était Aix-la-Chapelle, qui obtenait ce privilège urbain le 13 juin 1856.
Jusque dans les années 1860, le développement économique était plutôt stagnant. En 1797, la famille d'industriels Remy avait transféré son usine de fabrication de tôles laminées depuis Neuwied (de l'autre côté du Rhin) vers Andernach, pour ainsi accéder au marché français, mais stoppé la production sur la rive gauche du Rhin au plus tard en 1841. D'autres industries se sont également localisées ailleurs ou ont disparu, lorsque les avantages d'une connexion avec la France disparaissaient. Il n'y avait alors qu'un secteur agricole performant.

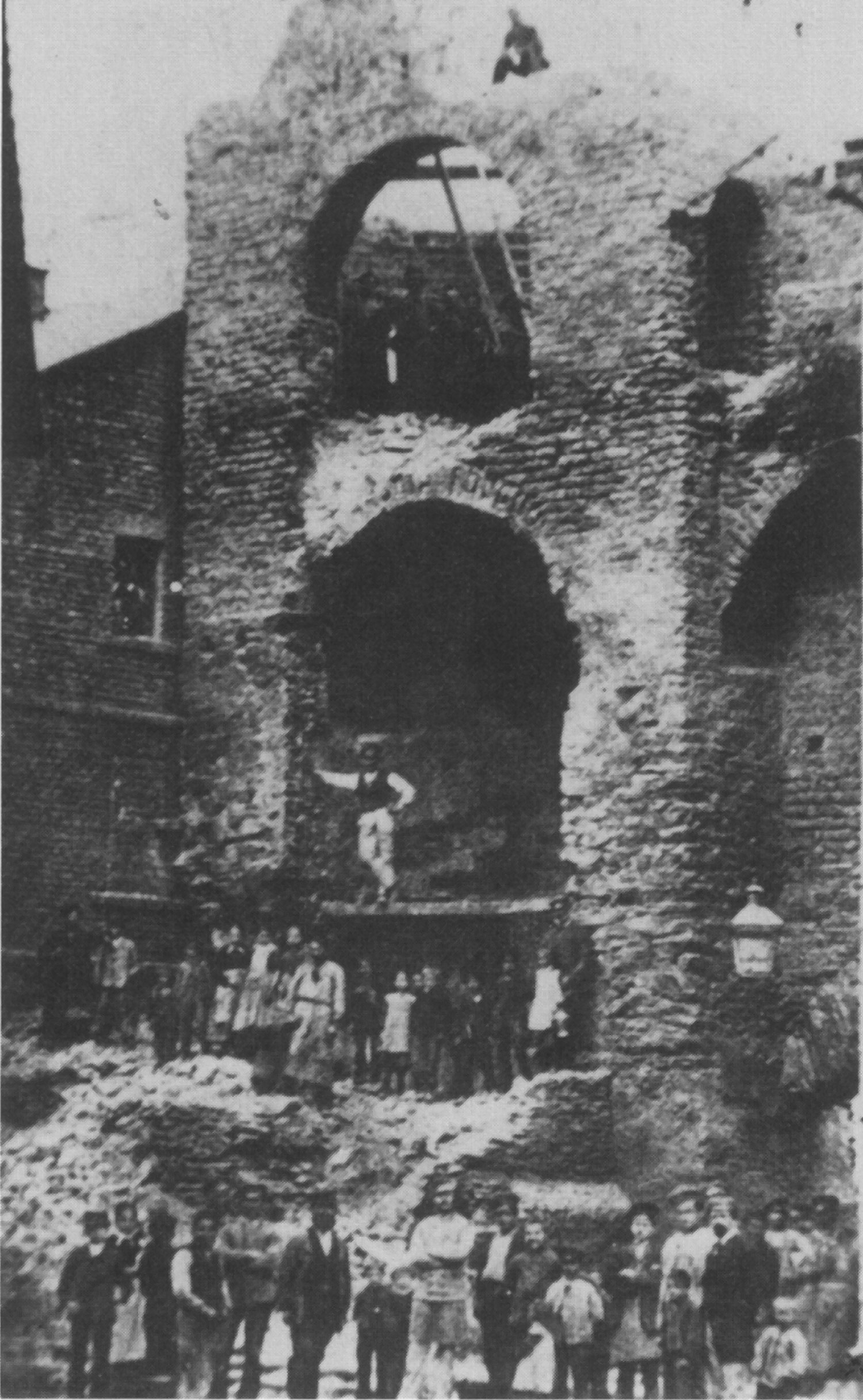
Démolition de la tour "Wollgassenturm" en 1880 pour améliorer l'accès à la gare

Le territoire de la ville cependant, commençait à s'étendre. En 1819, le mur des fortifications coté Rhin est démolie. Dans les années suivantes, les portes vers Mayen et Cologne tombaient également. De 1852 à 1854 était construite avec des capitaux privés, une route reliant Mayen avec Andernach et Neuwied, la "Aktienstrasse". En 1858, Andernach obtenait sa gare sur la nouvelle ligne de chemin de fer de la vallée du Rhin, la "Rheintaleisenbahn". Dans la même année, selon décision du 6 novembre par le maire, Ferdinand-Josef Weygold, la ville d'Andernach s'est administrativement séparée des localités environnantes. Ainsi s'est créé le pays d'Andernach (Andernach Land) et la ville d'Andernach (Andernach-Stadt), le maire de cette dernière était désormais Heinrich Bynz. C'est la naissance de l'actuelle communauté de communes, la "Verbandsgemeinde Pellenz". De 1878 à 1880 s'est construite la ligne de chemin de fer Andernach – Mayen. Ces travaux nécessitaient diverses percées dans le mur d'enceinte, ainsi que la démolition du Wollgassenturm (un des 11 tours semi-rondes de la fortification médiévale) ; également la percée de la tour du Ottenturm près du château-fort.
Peu à peu, de nouvelles entreprises se sont implantées à Andernach : Les Trasswerke Meurin en 1861, la malterie Weissheimer en 1864 et l'usine à bois Wagner en 1865. Il y avait notamment un développement des malteries qui devenaient le principal secteur industriel vers la fin du XIXe siècle. Il s'agissait là essentiellement d'une industrie à grande charge de travail et une faible croissance de la productivité.

## LeXXesiècle[1]
Le développement industriel a été stoppé net par la Première Guerre mondiale, suivi par les occupations américaines et françaises (qui durèrent jusqu'en 1929), puis par l'inflation et la crise économique mondiale de l'époque. Le démarrage de l'usine d'acier « Remy, van der Zypen & Co » en 1921 ne suffit pas pour contrecarrer cette situation. Le parti du centre était en tête entre les années 1919 et mars 1933. Même les partis de gauche SPD et KPD avaient encore des résultats remarquables pendant ces années. Ce n'est que pendant les élections de mars 1933 que les nationaux-socialistes sot devenus seconds dans la ville.
Pendant cette année de 1933, ces nationaux-socialistes prirent le pouvoir, également à Andernach. La nouvelle synagogue, inaugurée encore la même année le 30 mai dans la rue Güntherstrasse fut brulée pendant la Nuit de Cristal, du 9 au 10 novembre 1938. Les citoyens juifs d'Andernach, qui ne pouvaient s'enfuir, ont été déportés et assassinés, à quelques exceptions près. À côté de la population juive, une souffrance insupportable fut notamment affligée aux patients de l'hôpital de soins psychiatriques d'Andernach. Cet établissement a été utilisé comme lieu de regroupement pour la partie sud de la province Rhénane. À partir de cet endroit, des transports ont été organisés vers Hadamar et vers l'est à partir de 1941. Avec l'incroyable explication qu'il s'agissait de personnes « indignes de vivre », ces patients ont été euthanasiés systématiquement. En 1996, un monument commémoratif a été installé dans l'espace derrière l'église du Christ (Christuskirche) en mémoire des victimes, cela à l'initiative des habitants d'Andernach.
Pendant la Seconde Guerre mondiale, plus de 500 hommes, femmes et enfants d'Andernach ont perdu la vie. La ville même a été bombardée et partiellement détruite à la fin de 1944 et au début de 1945. Le centre historique n'a eu que très peu de dégâts. Le 9 mai 1945, des troupes américaines entraient dans Andernach. Ils installèrent des camps de prisonniers sur les prairies près du Rhin pour jusqu'à 40 000 soldats allemands.
Le 10 juillet 1945, ce sont les Français qui reprirent la ville des Américains pour qu'elle fasse partie de leur zone d'occupation. La France en tant que puissance occupante décréta la création du Land Rhénanie-Palatinat en vigueur à partir du 30 aout 1946, dont Andernach faisait partie. Lors de la première élection municipale le 25 octobre 1946, Egon Herfeldt en tant que candidat der la CDP (parti prédécesseur de l'actuelle CDU) a été élu maire d'Andernach.
À partir de 1949 commença ce que l'on appela le « miracle économique d'après-guerre ». À côté de la tour ronde médiévale d'Andernach poussaient des tours de silo de la malterie Weissheimer. Parallèlement, depuis les années 1950 se développa l'industrie de la pierre ponce, abondante dans cette région volcanique.
En même temps, la ville d'Andernach devait accueillir des réfugiés venant des régions de l'Allemagne de l'Est. La ville s'est donc agrandie et de nouvelles zones d'habitation ont été créées, avec des quartiers neufs. De nouvelles églises ont également été construites : Saint-Albert en 1954 ; Saint-Pierre en 1956, église de la Croix en 1964 et Saint-Stéphane en 1968.
En décembre 1955, les 240 premiers soldats de la nouvelle « Bundeswehr » de la république fédérale, prirent quartier dans l'ancien hôpital militaire à Andernach. 1000 d'autres soldats suivirent en janvier 1956. La première visite officielle du chancelier Adenauer a eu lieu le 20 janvier 1956 à la caserne du Krahnenberg.
Entre 1965 et 1970, un nouveau bassin portuaire a été construit dans l'est de la ville. Au cours de la réforme administrative de 1969/70, la ville s'est agrandie de 6 500 habitants, par l'incorporation des localités de Namedy, Eich, Kell et Miesenheim. Le nouveau port a été inauguré en avril 1970.
Dans les années 1978/79 a été démontée la malterie Düsterwald et Tillmann y compris l'ancienne maison administrative de la ville. En février 1998 suivit la malterie Mengelbier dans la rue Koblenzer Straße. À ce moment ne restait qu'une seule malterie dans la ville qui jadis en comptait 17.

## LeXXIesiècle[1]

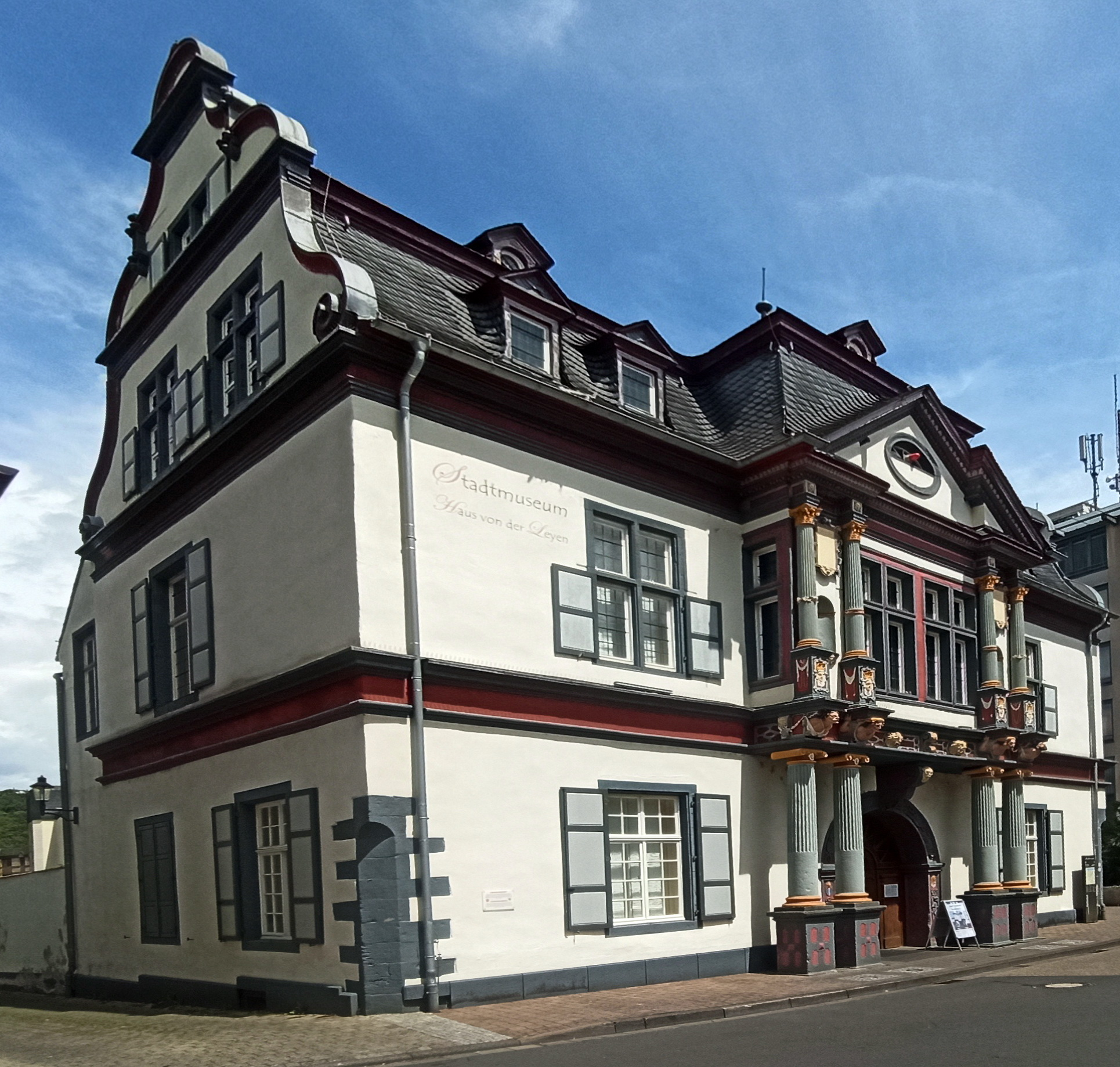
Musée de la ville d'Andernach "Haus von der Leyen" en 2020

En l'an 2001 s'est ouvert à Andernach le nouveau centre de la jeunesse ainsi que la nouvelle école primaire « Hasenfänger ». Puis, après de négociations difficiles, des préparatifs ont pu avoir lieu pour que le plus haut geyser à eau froide au monde, qui se trouve sur le territoire d'Andernach, devienne une destination touristique. Se trouvant sur la presqu'ile du Rhin « Namedyer Werth » le geyser, qui a été inscrit dans le livre Guinness des records, est aujourd'hui le nouveau symbole de la ville dAndernach.  Dans ce cadre a été créé dans la ville un centre d'information sur les geysers.
La « Runder Turm », la plus haute tour de l'Andernach médiévale, a été restaurée pour fêter ses 550 ans en 2003. Son chemin de ronde a été soigneusement remis en état et il y a eu un nettoyage des murs extérieurs. La tour peut être visitée à certains moments.
Entre 2005 et 2007, la « maison von der Leyen », âgée de plus de 400 ans et abritant le musée de la ville, a également été rénovée entièrement.    
En 2008 tombaient les derniers tours de silo de la malterie Weissheimer (qui a été fondée 1864 en tant que première malterie de la ville). Lors de cette démolition ont été trouvés des vestiges du temps des romains, incluant un port fluvial et des thermes. C'est une preuve archéologique sur la place prépondérante du port d'Andernach déjà pendant les premiers siècles de notre ère.
Depuis le 20 janvier 2009, Andernach fait partie des villes avec des « Stolpersteine », pavés d'achoppement ou pavés de mémoire avec capots en laiton et inscriptions, posés par l'artiste de Cologne Gunter Demnig afin de maintenir la mémoire sur les citoyens juifs déportés pendant la terrible période Nazi.